# Лярва
Ля́рва (иногда белая) (лат. larva «привидение», изначально «маска, личина», ср. с современным итал. larva «личинка») — в древнеримской мифологии душа (дух) умершего злого человека, приносящая живым несчастья и смерть. Возможно, имеют отношение к ларам.
В древнеримской мифологии лярвы входили в бо́льшую группу лемуров, духов усопших (лат. lemures, др.-греч. Λεμούρια), вследствие чего в разных европейских языках для этого духа могут употребляться названия как лемур, так и лярва (подобно параллельному употреблению имён Геракл/Геркулес, Гермес/Меркурий и пр.).

## В Древнем мире
Для предотвращения угрозы со стороны лярв в Риме 9, 11 и 13 мая каждого года устраивались специальные «очистительные» ночные церемонии, т. н. лемурии или лемуралии, во время которых храмы закрывались, а браки не заключались.
У Овидия («Фасты», п. V) описан особый обряд. Глава семьи должен был встать ночью и, совершив омовение рук, брать в рот чёрные бобы, после бросать их через плечо и повторять по девять раз, что этими бобами он искупает себя и своих близких. После действия он был обязан девять раз стучать в медный таз и требовать от лемуров покинуть дом.
В средневековую демонологию слово лярва перешло из античности, где обозначало призрак трагически погибшего человека. Августин приводит мнение Апулея, что после смерти злые люди становятся ларвами (лат. laruas).
Согласно «Словарю греческой и римской мифологии» (фр. Dictionnaire de la mythologie grecque et romaine, Larousse, 1998) французского учёного Жоэля Шмидта, лярвы являются душами людей, совершивших тяжкие преступления, либо людей, не похороненных должным образом. Лярвы принимают вид ведьм или скелетов, насылая на людей страх, нервные болезни и эпилепсию.

## В других языках
- В Венеции тип белой маски для граждан, повторяющий правильные очертания человеческого лица, носил название larva или volto[14][15], восходя к первоначальному значению слова личина.
- Во многих европейских языках латинское слово larvæ употребляется по отношению к личинкам насекомых (нем. Larve, англ. larva, исп. larva, фр. larve). Термин впервые введён Карлом Линнеем путём заимствования из латинского языка слова larvæ в своём первоначальном значении личина, маска.
- В славянских языках слово личинка (бел. лічынка, хорв. ličinka, сербохорв. ličinka, словен. ličinka) является калькой, буквальным переводом из лат. larva (личина, маска).
- Возможно, что имя Ляуры (Laura), воющего и плачущего духа из албанской мифологии, имеющего вид злонамеренной женщины, также происходит от лат. larva.

## На Руси
Крестьяне на Руси готовили каши из зёрен и угощали неуспокоенные души, пытаясь получить их расположение.. В разговорном русском языке первоначальный смысл слова утерян и является синонимом злой, лицемерной или же падшей в нравственном смысле женщины.

## В оккультизме
В оккультизме и эзотерике в духе энергоинформационного воззрения:
Лярва — примитивное существо в тонком мире, по степени развития сходна с простейшими организмами и растениями нашего мира. Можно сравнить с амёбами и медузами. Рассматривают «вредных» и «невредных» лярв как образования в инфоэнергоструктуре человека. Чаще рассматривается как паразит из простейших.
Некоторые европейские оккультисты утверждают, что «лярва» является неким бесплотным «духом-паразитом», якобы паразитирующим на «биополе» человека и питающимся его «биоэнергией». Чтобы избавиться от подобного «духа», необходимо подавлять в себе отрицательные эмоции и постоянно думать о положительном, а также совершать добрые бескорыстные поступки. Помочь в избавлении от духа-«лярвы» может успокаивающая музыка, картины, фотографии и ароматические масла.

## В жаргоне
В уголовном жаргоне слово лярва имеет два значения. Лярвой могут назвать проститутку, а также воровку-предательницу, выдавшую своих сообщников, что может косвенно отсылать к первоначальному смыслу слова «лярва» как личина, маска, то есть предательница, скрывавшаяся под личиной «своей».
В разговорном русском языке слово лярва может использоваться как ругательство по отношению к женщине, обозначающее распущенность и невоздержанность в связях.